# 미즈호촌 (아이치현 아이치군)
미즈호촌(瑞穂村)은 일본 아이치현 아이치군에 설치되었던 촌이다. 현재의 나고야시 미즈호구의 일부에 해당한다.